# 국립경기장 (태국)
국립경기장(태국어: สนามกีฬาแห่งชาติ 혹은 태국어: กรีฑาสถานแห่งชาติ)은 태국 방콕에 위치한 다목적 경기장이다.
1966년 아시안 게임과 1970년 아시안 게임, 1978년 아시안 게임 주경기장으로 선정되었으며 2007년 AFC 아시안컵 때에는 오만과 이라크의 A조 예선 경기가 열렸다. 1998년 아시안 게임 축구 경기도 열렸다.

### 수파찰라사이 경기장

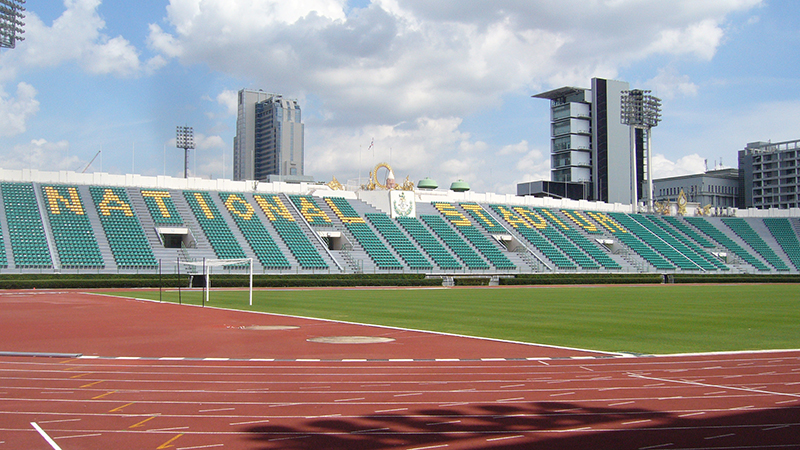
수파찰라사이 경기장

## 같이 보기
- 라차망칼라 스타디움